# I ciechi e l'elefante

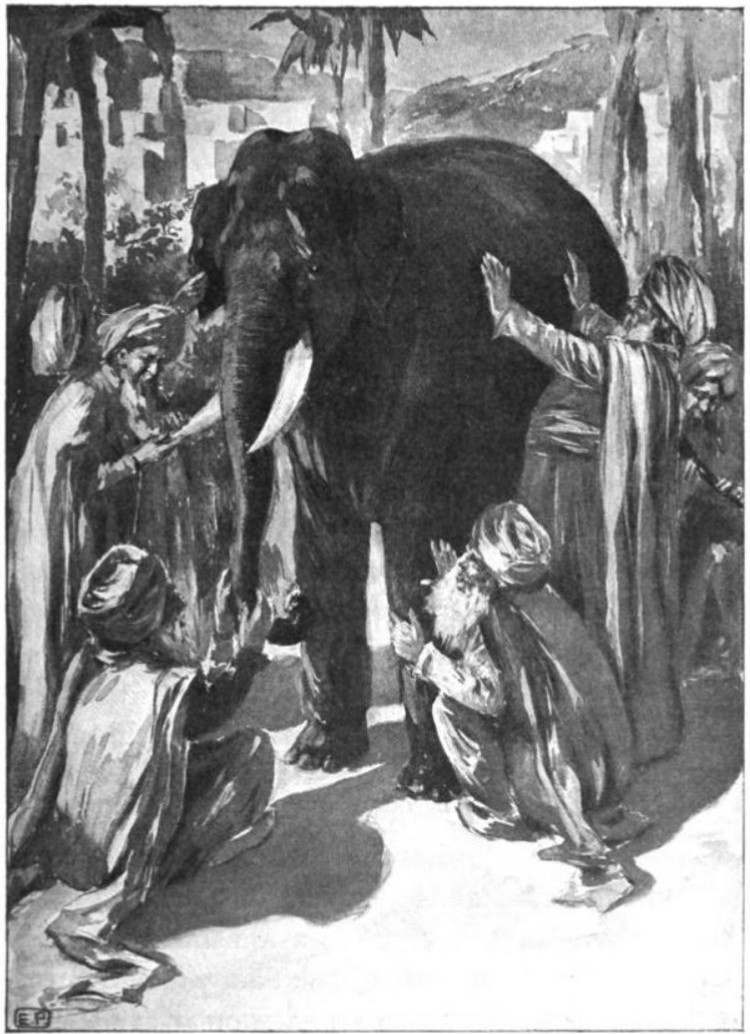
I ciechi e l'elefante

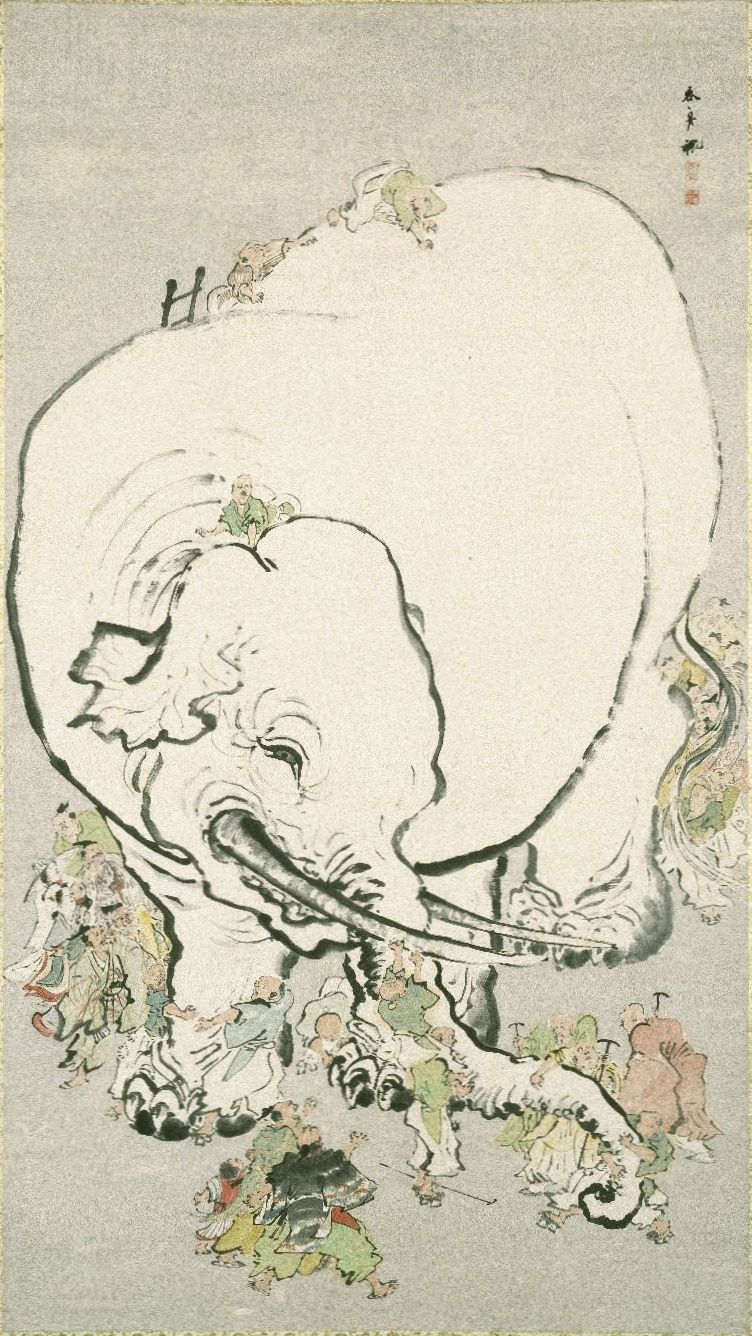
Uomini ciechi che valutano un elefante di Ohara Donshu, periodo Edo (inizio del XIX secolo), Brooklyn Museum

I ciechi e l'elefante è una parabola che ha avuto origine nell'antico subcontinente indiano, da dove è stata ampiamente diffusa. È la storia di un gruppo di ciechi che non hanno mai incontrato un elefante prima e imparano a concettualizzarlo semplicemente toccandolo e mettendo a confronto le varie differenti esperienze che hanno dello stesso animale. Ogni cieco sente una parte diversa del corpo dell'elefante, ma solo una parte, come per esempio il lato o le zanne. Facendo ciò descrivono l'elefante in base alle loro esperienze limitate e le loro descrizioni dell'elefante differiscono l'una dall'altra. La morale della parabola è che gli esseri umani hanno la tendenza a rivendicare la verità assoluta sulla base delle loro esperienze limitate e soggettive, ignorando spesso il punto di vista delle altre persone che può essere altrettanto vero.
La prima versione della storia è riconducibile al testo buddista Udana 6.4, datato alla metà del primo millennio a.C. Secondo John Ireland, la parabola è probabilmente più antica del testo buddista.
In versioni alternative della parabola abbiamo uomini vedenti, che provano a descrivere una grande statua in una notte oscura, oppure che sentono un grande oggetto mentre sono bendati. Nelle sue varie versioni, è una parabola che ha attraversato molte tradizioni religiose e fa parte dei testi giainisti, indù e buddisti del primo millennio d.C. o prima. La storia compare anche nel folklore sufi e bahá'í del secondo millennio. Successivamente, la storia divenne nota in Europa, con il poeta americano del XIX secolo John Godfrey Saxe che creò la sua versione come poesia, con un verso finale che spiega che l'elefante è una metafora di Dio e che i vari ciechi rappresentano le religioni che non sono d'accordo con qualcosa che nessuno ha sperimentato completamente. La storia è stata pubblicata in molti libri per adulti e bambini e interpretata in molti modi.

## La parabola
La parabola ha diverse varianti indiane, ma quella che si può incontrare più facilmente è la seguente:
Un gruppo di ciechi ha sentito che uno strano animale, chiamato elefante, era stato portato in città, ma nessuno di loro era a conoscenza della sua configurazione e forma. Per curiosità, hanno detto: "Dobbiamo ispezionarlo e conoscerlo al tocco, di cui siamo capaci". Così lo cercarono e, quando lo trovarono, cercarono di provare a capire cosa fosse. Nel caso della prima persona, la cui mano era caduta sulla proboscide, disse: "Questo essere è come un grosso serpente". A un altro la cui mano raggiungeva l'orecchio invece sembrava un ventaglio. Quanto a un'altra persona, la cui mano era sulla sua gamba pensò che l'elefante fosse un pilastro come un tronco d'albero. Il cieco che mise la mano su un fianco dell'animale disse che l'elefante era come un muro. Un altro che stava toccando la coda l'aveva descritta come una corda. L'ultima palpò la sua zanna, sostenendo che l'elefante è ciò che è duro, liscio e come una lancia.

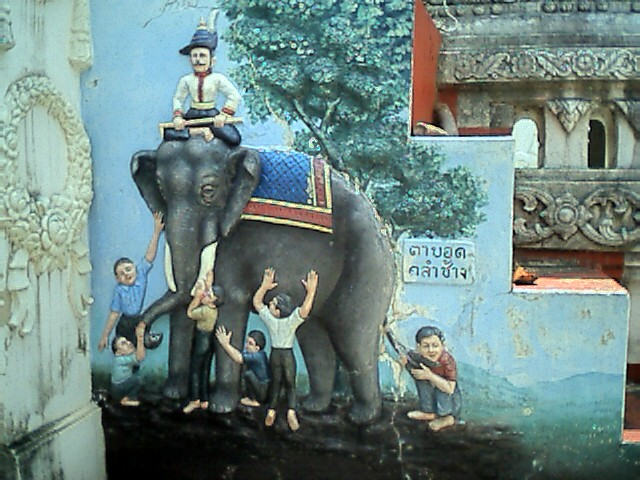
Rilievo del muro nel nord-est della Thailandia

In alcune versioni, i ciechi scoprono le loro differenze, sospettano che altri non stiano dicendo la verità ed entrano in conflitto. Le storie differiscono anche principalmente per come vengono descritte le parti del corpo dell'elefante, quanto violento diventa il conflitto e come (o se) il conflitto tra gli uomini e le loro prospettive viene risolto. In alcune versioni smettono di parlare, iniziano ad ascoltare e collaborano per "vedere" l'intero elefante. In un'altra, un uomo che vede entra nella parabola e descrive l'intero elefante da varie prospettive, i ciechi scoprono che erano tutti in parte corretti e in parte sbagliati. Sebbene l'esperienza soggettiva di qualcuno sia vera, potrebbe non essere tutta la verità.
La parabola è stata usata per illustrare una serie di verità e errori; in generale, la parabola implica che l'esperienza soggettiva di qualcuno possa essere vera, ma quell'esperienza è intrinsecamente limitata dal fatto che non spiega altre verità o una totalità di verità.

## Induismo
Rigveda, datata come composta tra il 1500 e il 1200 a.C., afferma: "La realtà è una, anche se i saggi ne parlano in più forme". Secondo Paul J. Griffiths, questa premessa è il fondamento della prospettiva universalista dietro la parabola dei ciechi e degli elefanti. L'inno afferma che la stessa realtà è soggetta a interpretazione e descritta in vari modi dai saggi. Nella versione più vecchia, quattro ciechi entrano in una foresta dove incontrano un elefante. In questa versione, non combattono tra loro, ma concludono che ognuno deve aver percepito un animale diverso, anche se si è sperimentato lo stesso elefante. La versione ampliata della parabola si trova in diversi testi antichi e indù. Molti studiosi la definiscono una parabola indù.

## Giainismo

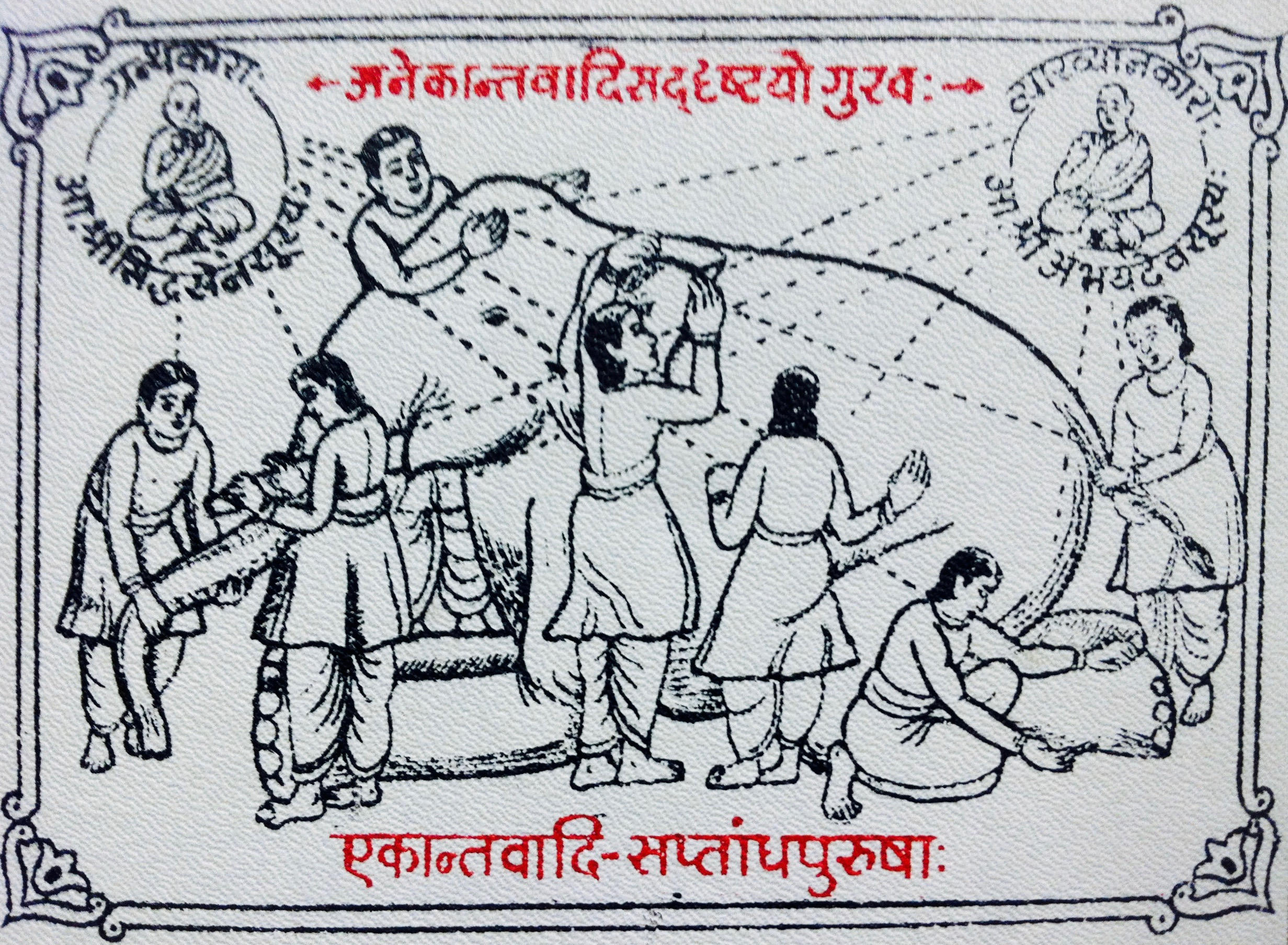
Parabola di sette ciechi e un elefante in un tempio giainista

I testi giainisti dell'era medievale spiegano i concetti di anekāntavāda (o "molte facce") e syādvāda ("punti di vista condizionati") con la parabola dei ciechi e l'elefante ( Andhgajanyāyah ), che affronta la natura multipla della verità. Ad esempio, questa parabola si trova nel Tattvarthaslokavatika di Vidyanandi (IX secolo) e nel Syādvādamanjari di ācārya Mallisena (XIII secolo).
Mallisena usa la parabola per sostenere che le persone immature negano diversi aspetti della verità; illusi dagli aspetti che effettivamente comprendono, negano gli aspetti che non comprendono. "A causa dell'estrema illusione prodotta da un punto di vista parziale, gli immaturi negano un aspetto e cercano di stabilirne un altro. Questa è la massima del cieco e dell'elefante".
Mallisena cita la parabola anche quando rileva l'importanza di considerare tutti i punti di vista per ottenere un quadro completo della realtà. "È impossibile comprendere correttamente un'entità che consiste di proprietà infinite senza il metodo di descrizione modale che consiste di tutti i punti di vista, poiché ciò porterebbe a una situazione di apprensione di semplici germogli (cioè una cognizione superficiale e inadeguata), al massimo dei ciechi e dell'elefante ".

## Buddismo

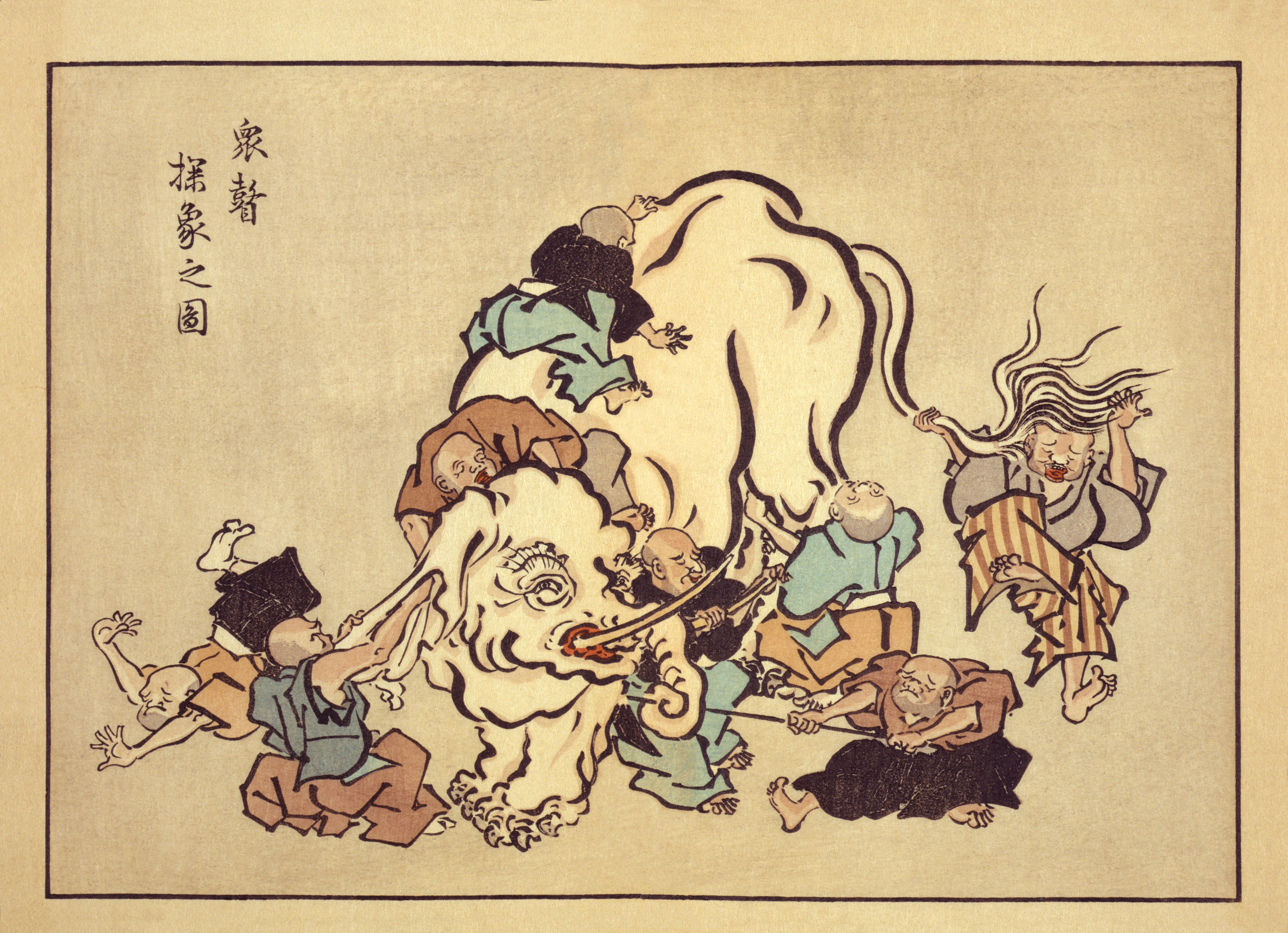
Monaci ciechi esaminano un elefante, una stampa ukiyo-e di Hanabusa Itchō (1652-1724)

Il Buddha usa due volte la similitudine delle tende deviate. La versione più vecchia conosciuta si trova nel testo Udana 6.4 .

Nel Canki Sutta, descrive una fila di ciechi che si appoggiano gli uni agli altri come un esempio di coloro che seguono un testo antico che è passato di generazione in generazione. In Udana (68-69) usa la parabola dell'elefante per descrivere le lotte settarie. Un re porta i ciechi dalla capitale al palazzo, dove viene portato un elefante e sono invitati a descriverlo.
Quando i ciechi toccarono una parte dell'elefante, il re andò da ciascuno di loro e disse a ciascuno: "Ebbene, cieco, hai visto l'elefante? Dimmi, che tipo di cosa è un elefante? "
Gli uomini affermano che l'elefante è come una pentola (il cieco che ha sentito la testa dell'elefante), un cesto (orecchio), un aratro (preda), un aratro (tronco), un granaio (corpo), un pilastro (piede), un mortaio (posteriore), un pestello (coda) o un pennello (punta della coda). Gli uomini non sono in grado di mettersi d'accordo tra loro e iniziano a discutere su come sia e la disputa rallegra il re. Il Buddha conclude la storia confrontando i ciechi con i predicatori e gli studiosi che sono ciechi e ignoranti e hanno le proprie opinioni: "Così sono questi predicatori e studiosi che hanno varie visioni cieche e invisibili... Nella loro ignoranza, sono per natura litigiosi, discutibili e controversi, ciascuno sostenendo che la realtà è tale a quella." Il Buddha poi pronuncia il seguente verso:
Oh come si aggrappano e discutono, alcuni che si arrogano

Per te come predicatore e monaco il nome onorevole!

Poiché, combattendo, ognuno si attiene al suo punto di vista.

Queste persone vedono solo un lato di qualcosa

## Sufismo
Il poeta persiano sufi Sanai de Ghazni (oggi Afghanistan ) ha presentato questa storia di insegnamento nel suo The Walled Garden of Truth.
Rumi, poeta persiano del XIII secolo e insegnante di sufismo, l'ha inclusa nel suo Masnavi. Nel loro racconto L'elefante nell'oscurità, alcuni indù portano un elefante da mostrare in una stanza buia. Diversi uomini toccano e sentono l'elefante nell'oscurità e, a seconda di dove lo toccano, credono che sia come un tronco d'acqua (tronco), un ventaglio (orecchio), un pilastro (gamba) e un trono (retro). Rumi usa questa storia come un esempio dei limiti della percezione sensoriale individuale:
L'occhio sensuale è come il palmo della mano. Il palmo della mano non può coprire l'intera bestia.
Rumi non presenta una soluzione al conflitto nella sua versione, ma afferma:
L'occhio del mare è una cosa e la schiuma è un'altra. Lascia la schiuma e guarda con l'occhio del mare. Le macchie di schiuma giorno e notte vengono gettate dal mare: oh meraviglia! Vedi la schiuma, ma non il mare. Siamo come barche che corrono insieme; i nostri occhi sono oscurati, ma siamo in acque limpide.
Rumi conclude la sua poesia affermando: "Se ognuno avesse una candela ed entrasse insieme, le differenze scomparirebbero".

## John Godfrey Saxe
Una delle versioni più famose del XIX secolo fu la poesia Il cieco e l'elefante, di John Godfrey Saxe (1816-1887). La poesia inizia con sei uomini Hindustan, che, ciechi, sono andati a osservare l'elefante e ciascuno, a suo avviso, conclude che l'elefante è come un muro, un serpente, una lancia, un albero, un ventaglio o una corda, a seconda di dove hanno toccato. L'acceso dibattito non è all'altezza della violenza fisica, ma il conflitto non è mai risolto.
Morale:
Così spesso nelle guerre teologiche,
I disputanti, suppongo,
Procedono con totale ignoranza
Su cosa significa l'altro
E parla di un elefante
Che nessuno di loro ha visto!
Natalie Merchant ha cantato questa poesia nella sua interezza nel suo album Leave Your Sleep (Disco 1, traccia 13).

## Significato come proverbio

### Giappone
In Giappone il proverbio è usato come esempio nelle circostanze in cui gli uomini comuni non riescono a capire un grande uomo o la sua grande opera.

## Riferimenti moderni

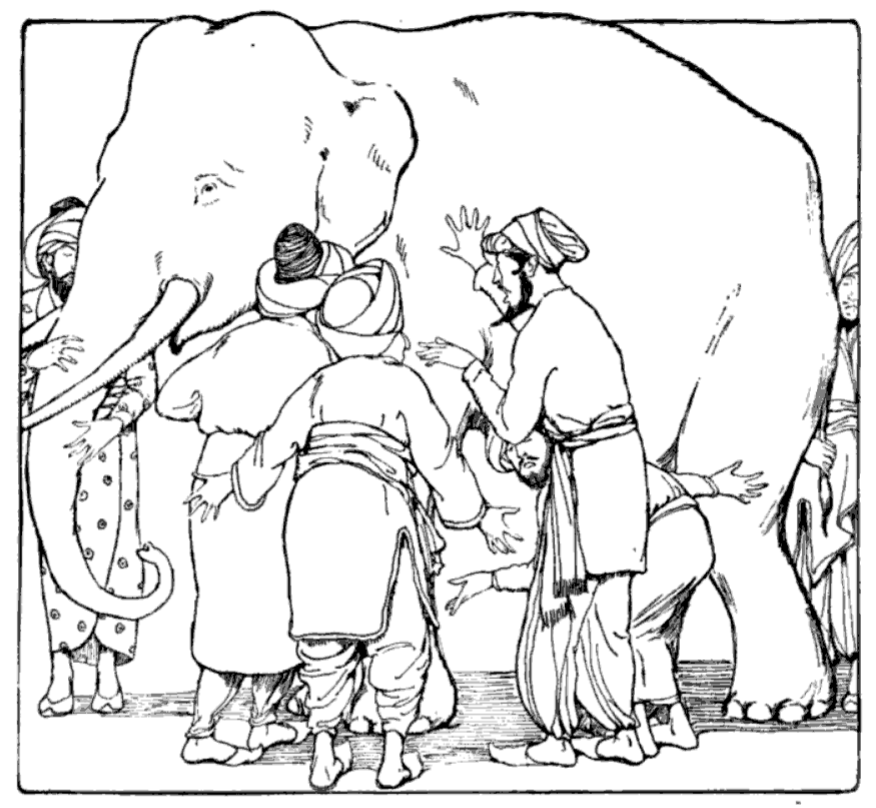
Uomini ciechi ed elefante, di Martha Adelaide Holton e Charles Madison Curry, lettori di Holton-Curry, 1914

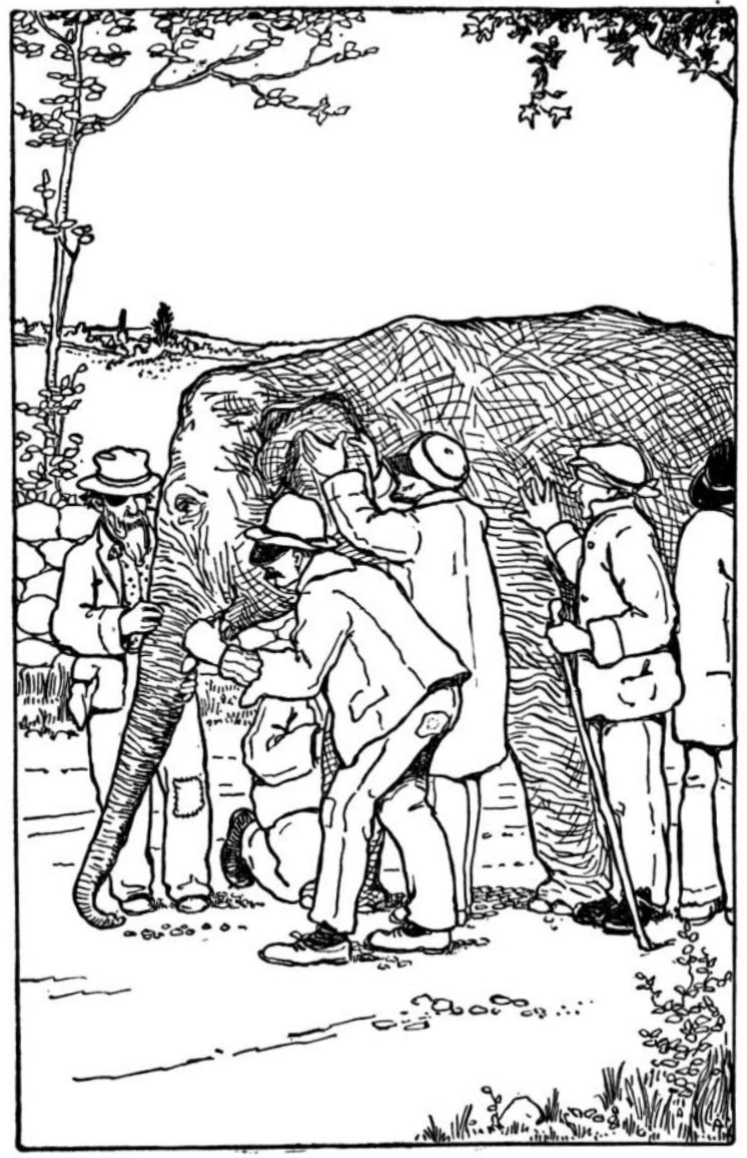

La storia è vista come una metafora in molte discipline, messa in servizio come un'analogia in campi ben oltre il tradizionale. In fisica, è stato visto come un'analogia per la dualità onda-particella. In biologia, il modo in cui i ciechi si aggrappano alle diverse parti dell'elefante è stato visto come una buona analogia per la risposta delle cellule B policlonali.
Idries Shah ha abbracciato la storia nel suo libro The Dermis Probe. Questa versione inizia con una conferenza di scienziati, provenienti da diverse aree di competenza, che presentano le loro conclusioni contrastanti sul materiale su cui è focalizzata la fotocamera. Man mano che la telecamera si allontana, diventa gradualmente chiaro che il materiale in esame è la pelle di un elefante africano. Sullo schermo vengono visualizzate le parole "Le parti sono più grandi dell'intero". Questo racconto ha formato la sceneggiatura di un cortometraggio di quattro minuti dell'animatore Richard Williams. Il film è stato scelto come uno dei migliori dell'anno ed è stato proiettato ai festival cinematografici di Londra e New York.
La storia gode di un fascino continuo, come dimostra il numero di libri per bambini illustrati della favola; ce n'è uno, ad esempio, di Paul Galdone e un altro, Seven Blind Mice, di Ed Young (1992). Nella vignetta di uno dei suoi libri, il fumettista Sam Gross postulava che uno dei ciechi, trovando un mucchio di feci di elefante, concluse che "Un elefante è soffice".

Una battuta sugli elefanti ribalta la storia come segue, con il pericolo di alterare gravemente e fatalmente l'oggetto dell'indagine:
Sei elefanti ciechi hanno discusso su come erano gli uomini. Dopo aver discusso, hanno deciso di trovarne uno e determinare come fosse l'esperienza diretta. Il primo elefante cieco ha sentito l'uomo e ha dichiarato: "Gli uomini sono noiosi". Dopo che gli altri elefanti ciechi hanno sentito l'uomo, concordarono tutti. - Werner Heisenberg
Touching the Elephant è un documentario della BBC Radio 4 del 1997, in cui quattro persone di età diverse, tutte cieche dalla nascita, venivano portate allo zoo di Londra per toccare un elefante e descrivere la loro risposta.